# 신경춘로
신경춘로(新京春路, Singyeongchun-ro)는 경기도 남양주시 진건읍 진관리 진관 나들목과 화도읍 금남리 금남 나들목을 잇는 경기도의 도로이다.
이 도로는 본래 경춘북로 구간에 속했으며, 진관IC ~ 사능간 도로(경기도 남양주시 진건읍 진관IC ~ 먹골 교차로) 구간이 새로 신설되어 2011년 12월 12일 개통됨과 함께 먹골 교차로 인근에서 도로 구간이 단절되었으며, 2020년 10월 22일 도로 구간을 조절해 단절된 이 구간은 경춘북로에서 제외되었다. 이후 2021년 1월 7일 남양주시에서 경춘북로에서 제외된 구간에 진관 IC에서 시작하는 구간을 합쳐 신경춘로라는 도로명을 부여했다. 이 도로는 경춘북로와 같이 경춘로의 대체 우회도로로 건설된 도로이기 때문에 명칭이 이와 같이 부여되었다.
전 구간 국도 제46호선에 속한다.

## 연혁
- 1997년 5월 12일 : 남양주시 호평동 ~ 화도읍 금남리 11.6km 구간을 자동차 전용도로로 지정[1]
- 1998년 9월 24일 : 남양주시 진건면 사능리 ~ 호평동 6.0km 구간을 자동차 전용도로로 지정[2]
- 2005년 12월 30일 : 남양주시 호평동 ~ 화도읍 금남리 11.36km 구간 확장 개통[3]
- 2007년 6월 30일 : 남양주시 진건읍 사능리 ~ 호평동 6.134km 구간 개통[4]
- 2009년 7월 10일 : 2개 이상 시·도에 걸쳐 있는 도로로 경춘북로를 고시[5]
- 2011년 12월 12일 : 진관 나들목 ~ 먹골 교차로(남양주시 진건읍 진관리) 1.0km 구간 조기 확장 개통[6]
- 2012년 6월 29일 : 먹골 교차로(남양주시 진건읍 진관리) 개통[7]
- 2014년 2월 20일 : 남양주시 진건읍 진관리 ~ 사능리 3.0km 구간을 자동차 전용도로로 지정[8]
- 2014년 11월 26일 : 진관IC ~ 사능간 도로(남양주시 진건읍 진관리) 1.2km 구간 확장 개통, 기존 구간 폐지[9]
- 2020년 10월 22일 : 단절된 경기도 남양주시 진건읍 진관리 ~ 화도읍 구암리 구간을 경춘북로에서 제외함. 이에 따라 경춘북로 종점이 '경기도 남양주시 화도읍 구암리'에서 '경기도 남양주시 진건읍 진관리'로 변경되고 총 연장이 18.032km에서 7.921km로 단축됨.[10]
- 2021년 1월 7일 : 경춘북로에서 제외된 경기도 남양주시 진건읍 진관리 ~ 화도읍 금남리 구간이 신경춘로가 됨[11]

## 주요 경유지
경기도
- 남양주시 (진건읍 · 평내동 · 호평동 · 화도읍)

## 노선
전 구간 국도 제46호선에 속하므로 이 노선에 대한 별도 표기는 생략한다.
- (■): 자동차 전용도로 구간

| 이름                            | 접속 노선                                          | 소재지   | 소재지                                      | 비고                                    |
| ------------------------------- | -------------------------------------------------- | -------- | ------------------------------------------- | --------------------------------------- |
| 진관 나들목                     | 국도 제43호선 국도 제46호선 국도 제47호선 (금강로) | 남양주시 | 진건읍                                      |                                         |
| 먹골 교차로 (진관육교)          | 국가지원지방도 제86호선 (양진로)                   | 남양주시 | 진건읍                                      |                                         |
| 사능철도육교 사능1교 사능2교    |                                                    | 남양주시 | 진건읍                                      |                                         |
| 사능 교차로                     | 사릉로                                             | 남양주시 | 진건읍                                      |                                         |
| 적성교                          |                                                    | 남양주시 | 진건읍                                      |                                         |
| 사능1교 사능2교                 |                                                    | 남양주시 | 평내동                                      |                                         |
| 호평터널                        |                                                    | 남양주시 | 평내동                                      | 화도 방면 연장 513m 진건 방면 연장 515m |
| 호평터널                        | 호평동                                             | 남양주시 |                                             | 화도 방면 연장 513m 진건 방면 연장 515m |
| 호평 나들목                     | 늘을1로                                            | 남양주시 |                                             |                                         |
| 호평교 마치교                   |                                                    | 남양주시 |                                             |                                         |
| 마석터널                        |                                                    | 남양주시 | 화도 방면 연장 1,320m 진건 방면 연장 1,279m |                                         |
| 마석터널                        | 화도읍                                             | 남양주시 | 화도 방면 연장 1,320m 진건 방면 연장 1,279m |                                         |
| 녹촌1교 녹촌2교                 |                                                    | 남양주시 |                                             |                                         |
| 마석 나들목 (화도 나들목)       | 60호선 서울양양고속도로 지방도 제387호선 (수레로)  | 남양주시 |                                             |                                         |
| 창현교                          |                                                    | 남양주시 |                                             |                                         |
| 모란터널                        |                                                    | 남양주시 | 화도 방면 연장 1,610m 진건 방면 연장 1,598m |                                         |
| 월산 나들목                     | 경춘로2248번길                                     | 남양주시 |                                             |                                         |
| 신포1교 신포2교 금남1교 금남2교 |                                                    | 남양주시 |                                             |                                         |
| 금남 나들목                     | 국도 제45호선 국도 제46호선 (북한강로)             | 남양주시 |                                             |                                         |

## 자동차 전용도로
이 도로는 자동차전용도로로 지정되어 있어 자전거, 보행자는 통행할 수 없다. 이륜자동차(모터사이클 혹은 오토바이)는 긴급자동차(싸이카 및 소방용 모터사이클 등)에 한해 통행이 가능하며, 그 밖의 이륜자동차는 통행할 수 없다. 대체 도로로는 경춘로, 경춘북로, 진건우회로, 사릉로 등이 있다.